# Mitropacup 1940
De Mitropacup 1940 was de veertiende editie van de internationale beker.
Aan deze editie namen enkel teams uit Hongarije, Joegoslavië en Roemenië deel. Hongarije en Joegoslavië vaardigden drie teams af en Roemenië twee. Door het uitbreken van de Tweede Wereldoorlog werd de finale tussen Ferencvaros en Rapid Boekarest niet gespeeld.
Titelverdediger Újpest FC werd in de eerste ronde uitgeschakeld.

## Kwartfinale
| Teams                     | Teams | Teams               | Heen | Terug | Totaalscore |
| FC Hungária MTK Boedapest | -     | Rapid Boekarest     | 1:2  | 0:3   | 1:5         |
| Beogradski SK             | -     | ASC Venus Boekarest | 3:0  | 1:0   | 4:0         |
| Slavija Sarajevo          | -     | Ferencvárosi FC     | 3:0  | 1:11  | 4:11        |
| HŠK Građanski Zagreb      | -     | Újpest FC           | 4:0  | 1:0   | 5:0         |

## Halve finale
| Teams                | Teams | Teams           | Heenwedstrijd | Terugwedstrijd | Totaalscore | Play-off |
| HŠK Građanski Zagreb | -     | Rapid Boekarest | 0:0           | 0:0            | 0:0         | 1:1      |
| Beogradski SK        | -     | Ferencvárosi FC | 1:0           | 0:2            | 1:2         |          |

- Rapid Boekarest ging naar de finale via lottrekking.

## Finale
| Teams           | Teams | Teams           | Heenwedstrijd | Terugwedstrijd | Totaalscore |
| Ferencvárosi FC | -     | Rapid Boekarest |               |                |             |

1927 · 1928 · 1929 · 1930 · 1931 · 1932 · 1933 · 1934 · 1935 · 1936 · 1937 · 1938 · 1939 · 1940 · 1951 · 1955 · 1956 · 1957 · 1958 · 1959 · 1960 · 1961 · 1962 · 1963 · 1964 · 1965 · 1966 · 1967 · 1968 · 1969 · 1970 · 1971 · 1972 · 1973 · 1974 · 1975 · 1976 · 1977 · 1978 · 1980 · 1981 · 1982 · 1983 · 1984 · 1985 · 1986 · 1987 · 1988 · 1989 · 1990 · 1991 · 1992